# Сари (Вирџинија)
Сари (енгл. Surry) град је у америчкој савезној држави Вирџинија. По попису становништва из 2010. у њему је живело 244 становника.

## Демографија
Према попису становништва из 2010. у граду је живело 244 становника, што је 18 (6,9%) становника мање него 2000. године.
| Група             | 2000.       | 2010.       |
| Белци             | 193 (73,7%) | 181 (74,2%) |
| Афроамериканци    | 61 (23,3%)  | 54 (22,1%)  |
| Азијати           | 0 (0,0%)    | 0 (0,0%)    |
| Хиспаноамериканци | 2 (0,8%)    | 3 (1,2%)    |
| Укупно            | 262         | 244         |